# びわこ学院大学
びわこ学院大学（びわこがくいんだいがく、英語: Biwako-Gakuin University）は、滋賀県東近江市布施町29に本部を置く日本の私立大学。1933年創立、1990年大学設置。大学の略称はBGU。

## 概観

### 大学全体
- びわこ学院大学は、学校法人滋賀学園により運営されている日本の私立大学で、滋賀県東近江市内にキャンパスを置いている。2017年現在、教育福祉学部（子ども学科・スポーツ教育学科）がある。
- 大学の敷地内に大学附属の認定こども園が存在する。

## 沿革
- 1933年（昭和8年） - 当時、理事長だった森はなが和服裁縫研究所を開設する。
- 1955年（昭和30年） - 滋賀県知事認可による和・洋裁の専門校となる。
- 1976年（昭和51年） - 専修学校八日市高等女子専門学校を開校する。
- 1984年（昭和59年） - 八日市女子高等学校（現・滋賀学園高等学校）を八日市市建部北町に開校、被服科を設置
- 1990年（平成2年） - 学校法人八日市女子学園の滋賀文化短期大学として開学。当初は生活文化学科のみ。
- 1994年（平成6年） - 人間福祉学科を増設。人間福祉専攻・介護福祉専攻
- 1997年（平成9年） - 学校法人滋賀学園に変更。共学となる。
- 1998年（平成10年） - 人間福祉学科に児童福祉専攻が設置される。
- 2009年度 - 4年制大学びわこ学院大学が開設（それまでの滋賀文化短期大学はびわこ学院大学短期大学部となった）
- 2009年（平成21年） - 教育福祉学部子ども学科を設置
- 2014年（平成26年） - 教育福祉学部スポーツ教育学科を設置
- 2017年（平成29年） - 短期大学部ライフデザイン学科に児童学コースを設置

## 基礎データ

### 所在地
- 本部キャンパス（滋賀県東近江市布施町29）

### 交通アクセス
- 近江鉄道本線大学前駅下車。

### 学章
- びわこ学院大学の学章は、滋賀県の象徴である琵琶湖を表す「青」と、スクールカラーである「紺」を用い、ダイナミックな動きを見せる波形のデザインによって大学とそこに集う学生たちのたゆまぬ成長と躍進、発展をイメージ。また全体の形は、膨らみかけている蕾をイメージしており、青・紺のカラーは、大学と学生たちの知性を表現。学生たちの知性の蕾が、今まさにおおきく花開こうとしている姿を表現している。

### 象徴
- びわこ学院大学のユニバーシティマークは、滋賀県を象徴する琵琶湖と、本学の象徴である「ニュートンのリンゴの木」に因む「リンゴ」をマッチング。リンゴの中に、びわこ学院大学の頭文字である3つのアルファベットを入れることで、アイデンティティーを強調。また、やわらかなフォルムを用い、あたたかい雰囲気と柔軟な考え方を表現するとともに、カラーのブルーは知性、ピンクは若さと情熱を表現。雄大で快適な自然環境にめぐまれたキャンパスで、好奇心と向上心を満たす魅力的な学園生活を送ってほしいという願いを託した。

## 教育および研究

### 組織

#### 学部学科
- 教育福祉学部
  - 子ども学科
    - 子ども教育コース
    - 子ども福祉コース

  - スポーツ教育学科

#### 大学院
- 設置なし

##### 取得資格について
- 小学校教諭一種免許状
- 幼稚園教諭一種免許状
- 保育士
- 養護教諭一種免許状
- 中学校中学校教諭一種免許状（保健体育）
- 高等学校高等学校教諭一種免許状（保健体育）
- 特別支援学校教諭一種免許状（知・肢・病）
- 健康運動実践指導者
- 障がい者スポーツ指導員
- 準学校心理士

## 学生生活

### 部活動・クラブ活動・サークル活動
- びわこ学院大学のクラブ活動一覧（一部）：駅伝・陸上・和太鼓・バレーボール・バスケットボール・フットサル・吹奏楽・バドミントン・テニスなどがある。

### 学園祭
- びわこ学院大学の学園祭は「紅葉賀祭」（もみじがさい）と呼ばれ毎年、概ね11月に行われている。

## 大学関係者と組織

### 大学関係者一覧
- 初代　藤永 太一郎
- 2代　堀 太郎
- 3代　小林 圭介
- 4代　住谷 磬
- 5代　田中 博一
- 6代　泉孝英
- 7代　村澤 忠司
- 8代　豊田一成
- 9代　賀川 昌明

[現職]　沖田行司

## 施設

### キャンパス内
- 附属こども園あっぷる
- スポーツ教育棟
- 図書館
- 学生食堂
- 学生ホール
- ニュートンのリンゴの木
- ピエタス館
- 人工芝グラウンド
- 多目的グラウンドほか

### 館内
- 介護・養護・看護実習室
- 入浴実習室
- 保育演習室
- 音楽室
- ピアノ練習室（個室）
- トレーニングルームほか

## 対外関係

### 系列校
- 滋賀学園中学校・高等学校
- びわこ学院大学附属こども園あっぷる（認定こども園）
  - びわこ学院大学附属幼稚園
  - びわこ学院大学附属保育園

## 公式サイト
- 学校法人滋賀学園